# Arsenobetaína
Arsenobetaína é um composto organoarsênico que é a principal fonte de arsênico encontrados nos peixes. É o arsênio analógico de trimetilglicina, comummente conhecida como betaína. A bioquímica e a sua biossíntese são semelhantes aos da colina e betaína.
Arsenobetaína é uma substância comum em sistemas biológicos marinhos e ao contrário de muitos outros compostos organoarsênios, tais como dimetilarsina e trimetilarsina, é relativamente não-tóxico.